# Gentianella crassulifolia
Gentianella crassulifolia là một loài thực vật có hoa trong họ Long đởm. Loài này được (Griseb.) Fabris mô tả khoa học đầu tiên năm 1959.